# Thalia (planta)

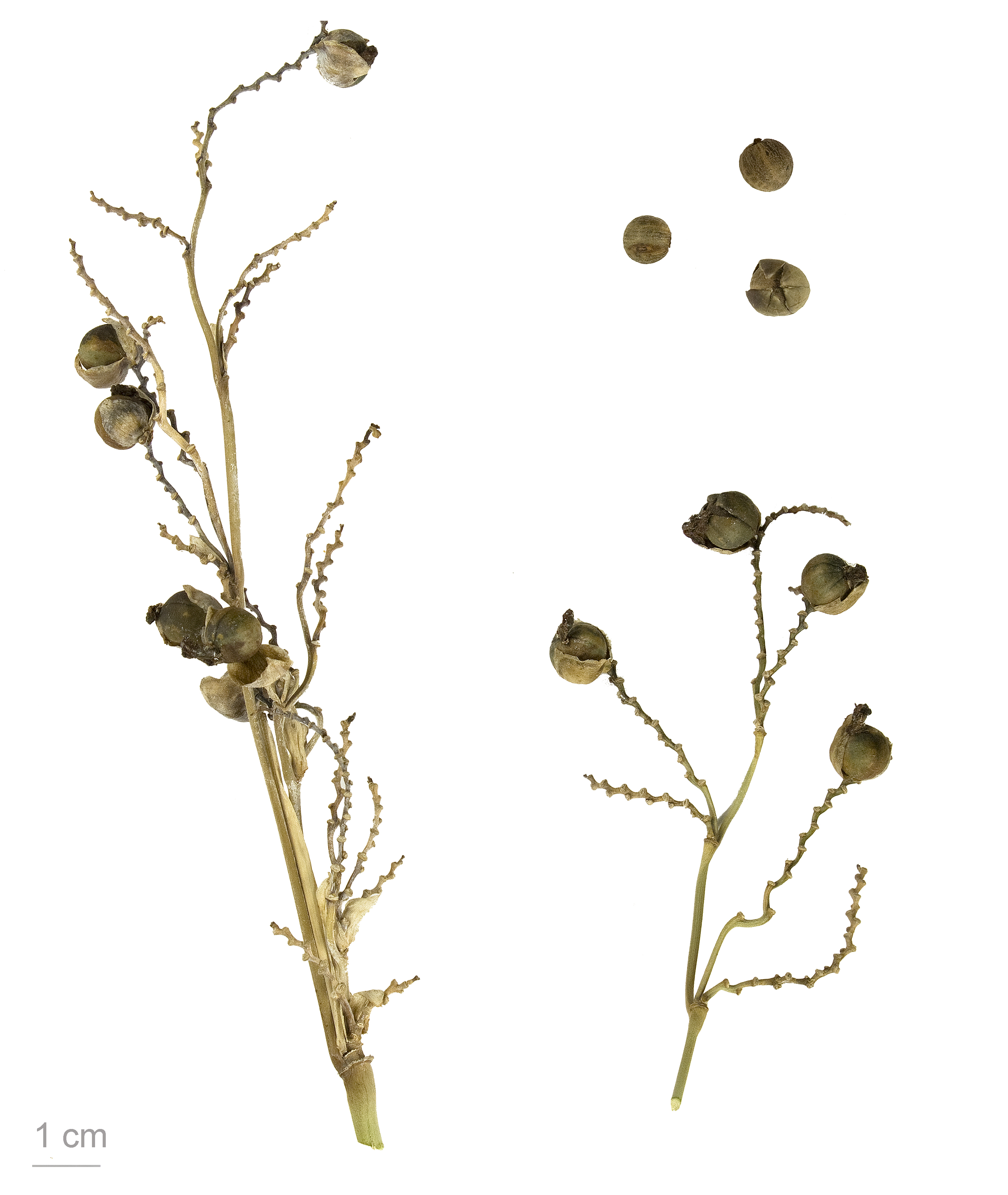
Thalia dealbata

Thalia es un género con medio centenar de especies descritas de plantas herbáceas perteneciente a la familia Marantaceae, pero solo 6 están aceptadas, todas las otras correspondiente a meros sinónimos.  Es originario de los trópicos de África y América donde se encuentra en todos los hábitats acuáticos o pantanosos.

## Etimología
El género fue nombrado en honor de Johannes Thal (1542 - 1583) un médico alemán, padre de la floricultura.

## Especies aceptadas
- Thalia dealbata Fraser
- Thalia densibracteata Petersen
- Thalia geniculata L.
- Thalia multiflora Horkel ex Körn.
- Thalia pavonii Körn.
- Thalia petersiana K.Schum.